# 莱斯卡勒
莱斯卡勒（法語：L'Escale，法語發音：[lɛskal]）是法國上普罗旺斯阿尔卑斯省的市镇，位於該國東南部，属于迪涅莱班区。

## 地理
莱斯卡勒（44°5'7"N, 6°1'23"E）面积20.36 平方千米，位于法国普罗旺斯-阿尔卑斯-蓝色海岸大区上普罗旺斯阿尔卑斯省，该省份为法国东南部内陆省份，北起上阿尔卑斯省，西接沃克吕兹省，西北接德龙省，南至瓦尔省，东临滨海阿尔卑斯省，东北部与意大利接壤。
与莱斯卡勒接壤的市镇（或旧市镇、城区）包括：巴拉斯、阿尔努堡-圣欧邦、马利热、萊梅、米拉博、沃洛讷。

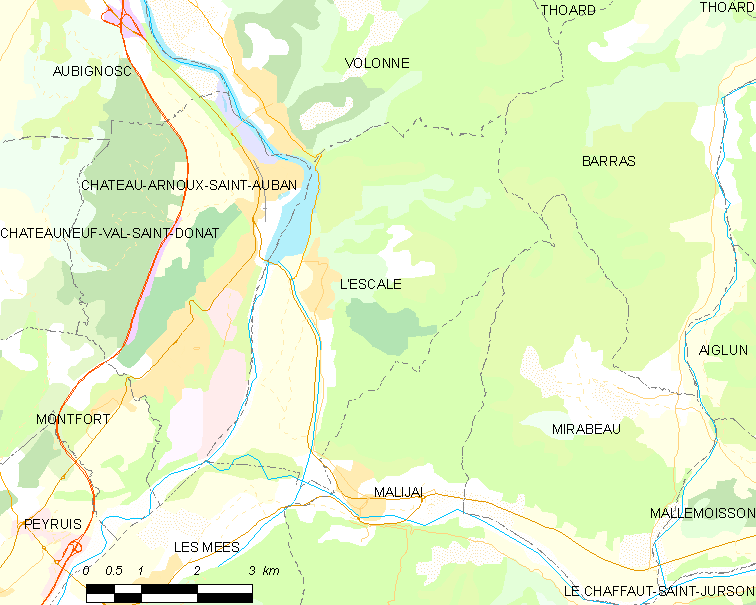
莱斯卡勒的OSM定位图

莱斯卡勒的时区为UTC+01:00、UTC+02:00（夏令时）。

## 行政
莱斯卡勒的邮政编码为04160，INSEE市镇编码为04079。

## 政治
莱斯卡勒所属的省级选区为阿尔努堡-圣欧邦县。

## 人口

1962-2008年间莱斯卡勒人口变化图示

莱斯卡勒于2022年1月1日时的人口数量为1402人。

## 外部連結
- INSEE （页面存档备份，存于）